# Alcobertas
Alcobertas es una freguesia portuguesa del concelho de Rio Maior, con 32,03 km² de superficie y 2100 habitantes (2001). Su densidad de población es de 63,5 hab/km².

## Galería

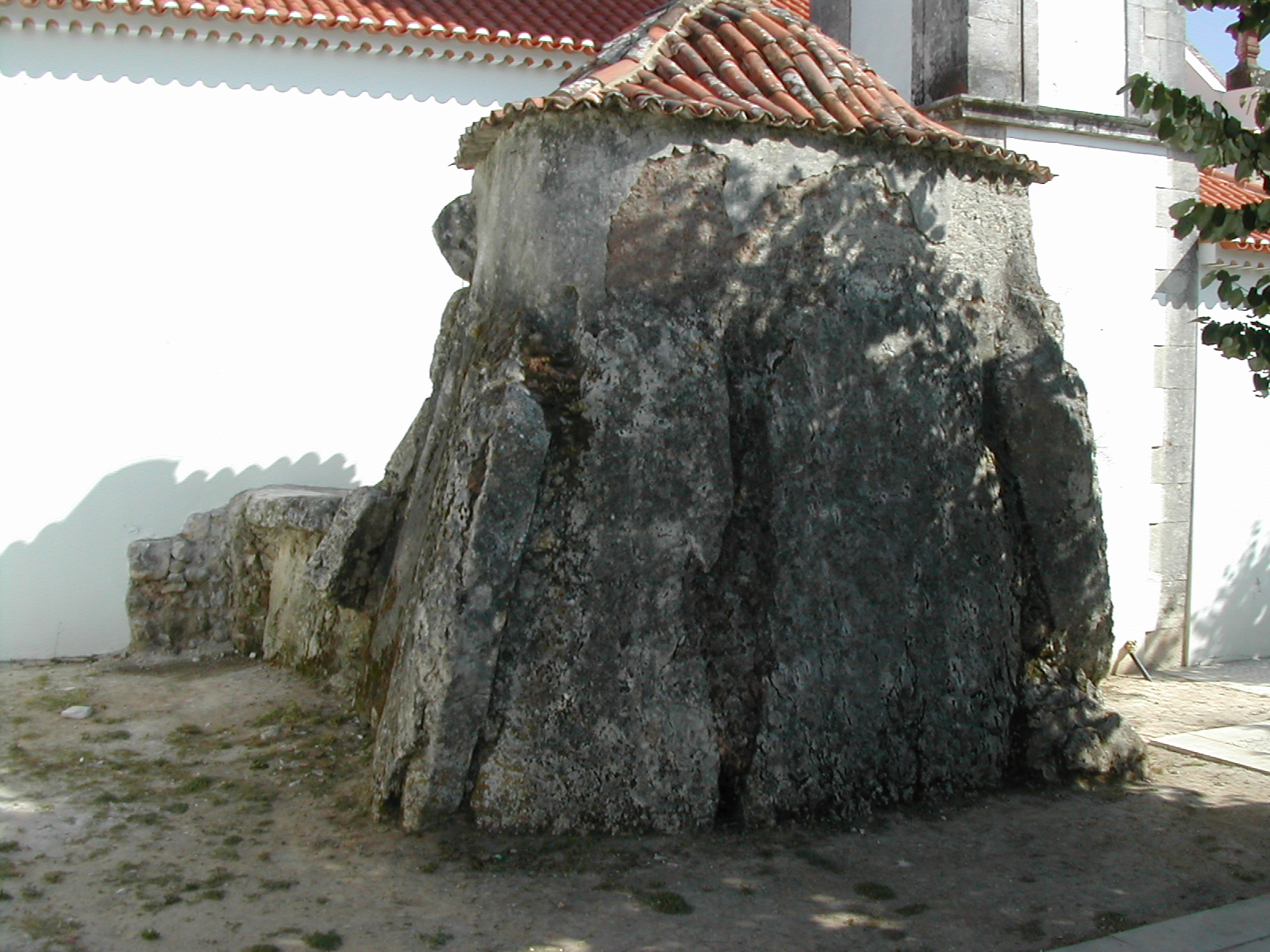
Dolmen-Capilla aledaño a la iglesia de Santa María Magdalena.